# Hrisovul pierdut (film)
Hrisovul pierdut sau Răvașul pierdut (în rusă Пропавшая грамота) este un film de animație fantastic sovietic din 1945 bazat pe o povestire omonimă de Nikolai Gogol. Este primul lungmetraj de animație al studioului Soyuzmultfilm și primul succes semnificativ al surorilor 	Brumberg (Zinaida și Valentina). Autorii filmului au reușit să transmită originalitatea culorilor naționale ucrainene și să recreeze atmosfera magică, de basm, caracteristică operei scriitorului.

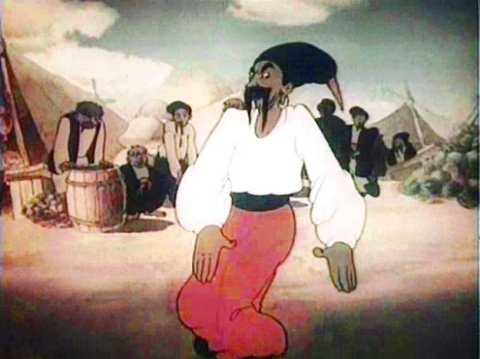

## Rezumat
În luna august fierbinte, un cazac este trimis în capitala Sankt Petersburg pentru a da țarinei o scrisoare a hatmanului.   Pe drum, se întâlnește cu un cazac răvășit. La un popas, noul prieten i-a spus că și-a vândut sufletul diavolului și-și așteaptă pedeapsa. Noaptea, cazacul nu s-a culcat, hotărât să vadă ce va urma. Când s-a întunecat, diavolul a apărut la locul de odihnă, a luat calul și odată cu el și scrisoarea țarinei. Mesagerul a trebuit s-o caute într-o pădure plină de spirite rele. A doua zi dimineața, cazacul și-a luat rămas bun de la cunoscutul său și, fără să se oprească, s-a repezit la Sankt Petersburg.
El întâmpină mai multe obstacole, dar până la urmă reușește să-și îndeplinească misiunea.